# Elecciones municipales de Chile de 2016
Las elecciones municipales de Chile de 2016 se realizaron el 23 de octubre de 2016 para elegir a los responsables de la administración local, es decir, de las comunas. Chile está dividido en 346 comunas, administradas por 345 municipalidades; las municipalidades están encabezadas por un alcalde y un concejo municipal, formado por cierta cantidad de concejales (dependiendo de la cantidad de electores en la comuna, pueden ser 6, 8 o 10). Los alcaldes y concejales duran cuatro años en su labor y pueden ser reelectos indefinidamente.
Estas elecciones fueron las segundas municipales bajo la Ley de inscripción automática y voto voluntario (anteriormente la inscripción en el registro electoral era voluntaria pero, una vez inscrito, el ciudadano tenía la obligación de emitir su voto, siendo castigada la abstención injustificada con una multa).

## Antecedentes
Al igual que las anteriores elecciones municipales, esta constituye una plataforma importante frente a las próximas elecciones presidenciales y parlamentarias de 2017. Además, será la primera elección municipal que enfrente la Nueva Mayoría como conglomerado político fundado en 2013.
En los sufragios realizados en octubre de 2012, el entonces conglomerado oficialista, la conservadora Alianza obtuvo una notoria derrota, en donde obtuvo 121 municipalidades (47 de la UDI, 41 de RN y 33 independientes), quedando en segundo lugar frente a la Concertación de Partidos por la Democracia, conglomerado de centroizquierda y en aquel entonces opositora, los que obtuvieron 167 alcaldes electos (56 del PDC, 30 del PS, 37 del PPD, 13 del PRSD, 27 independientes, y 4 del PCCh).
Se generó una discusión en el Congreso Nacional respecto de la conveniencia de la fecha propuesta inicialmente por el Servicio Electoral, puesto que los dos días posteriores al 30 de octubre son feriados (Día de las Iglesias Evangélicas el 31 de octubre, y Día de Todos los Santos el 1 de noviembre), generando un "fin de semana largo". Ante esto, la Cámara de Diputados aprobó un proyecto para adelantar una semana los comicios, realizándose el 23 de octubre. El cambio de fecha fue aprobado por el Senado el 29 de septiembre de 2015.

### Aumento de concejales
Un cambio importante en esta elección es el aumento de la cantidad de concejales a elegir en algunas comunas como consecuencia del aumento de la población mayor de edad en las comunas, ya que se calcula la cantidad de concejales sobre la base de los habitantes inscritos en los registros electorales. Las comunas que tengan una cantidad menor de 70 mil inscritos tienen 6 concejales, las que posean entre 70 mil y 150 mil inscritos eligen 8 concejales, y las que tengan más de 150 mil inscritos elegirán 10 concejales.
| Situación por comuna | 2012 | 2016 |
| -------------------- | ---- | ---- |
| Eligen 10 concejales | 17   | 22   |
| Eligen 8 concejales  | 43   | 41   |
| Eligen 6 concejales  | 285  | 282  |
| Total de comunas     | 345  | 345  |
| Total de concejales  | 2224 | 2240 |

A las 17 comunas que eligieron 10 concejales en 2012 (Viña del Mar, La Florida, Valparaíso, Maipú, Puente Alto, Arica, Antofagasta, Las Condes, Temuco, San Bernardo, Santiago, Ñuñoa, Rancagua, Talca, Peñalolén, Puerto Montt y Concepción) se les sumarán Iquique, La Serena, Providencia, Pudahuel y Los Ángeles.

## Listas y primarias
La coalición oficialista Nueva Mayoría anunció que presentaría 2 listas para concejales: una compuesta por el PDC y el PS, mientras que la otra estaría formada por el PPD, el PRSD y el PCCh, a la espera de incluir también a los partidos MAS Región e Izquierda Ciudadana en alguna de ellas. El 21 de abril el MAS y la IC acordaron conformar una tercera lista de concejales con el PRSD.
Chile Vamos determinó el 24 de noviembre de 2015 presentar tres listas separadas para las elecciones de concejales. Una lista estará conformada exclusivamente por Renovación Nacional, otra por la Unión Demócrata Independiente y otra por Evolución Política y el Partido Regionalista Independiente. Tres días antes, durante la realización de su consejo general, RN ya había acordado presentar su lista propia, lo cual fue confirmado por sus socios de coalición.
Una tercera coalición formada por partidos y movimientos políticos de centro, denominada Sentido Futuro, fue creada en septiembre de 2015 y lanzada oficialmente el 13 de enero de 2016, y anunció que presentará candidaturas a alcaldes y concejales, todos ellos amparados por Amplitud en el pacto «Chile Quiere Amplitud». Otra coalición que se ha formado es Pueblo Unido, conformada por partidos y movimientos de izquierda y ultraizquierda, entre ellos el Partido Igualdad, y el Partido Frente Popular, mientras que Unión Patriótica presentó la lista «Justicia y Transparencia».
El Partido Progresista anunció a fines de marzo que presentaría 37 candidaturas a alcalde en todo el país. El 10 de abril anunció el lanzamiento de un nuevo pacto político junto con los partidos Democracia Regional Patagónica y Frente Regional y Popular con tal de presentar candidaturas a alcalde y concejal. El pacto fue inscrito con el nombre Yo Marco por el Cambio el 22 de julio y se sumó también el partido Wallmapuwen, presentando 60 candidatos a alcalde y más de 1200 a concejales.
Los partidos Liberal, Humanista y Ecologista Verde anunciaron en mayo la creación del pacto Alternativa Democrática, junto con los partidos regionalistas Somos Aysén y Movimiento Independiente Regionalista Agrario y Social. Sin embargo, al momento de oficializar las candidaturas a alcaldes y concejales en julio, Somos Aysén y los partidos Ecologista Verde y Poder se retiraron del pacto y presentaron listas separadas; en el caso de los dos últimas agrupaciones, éstas se presentaron bajo la lista Poder Ecologista y Ciudadano, mientras que Somos Aysén compitió en solitario.
Revolución Democrática anunció en mayo que presentaría candidatos a alcalde en Antofagasta, Taltal, La Serena, San Miguel, La Granja, Santa Cruz y Castro. También presentará candidatos a concejales en dichas comunas, además de Santiago, Providencia, Las Condes y Ñuñoa. La lista que presentó tiene como nombre «Cambiemos la Historia».

### Modificaciones a Ley de Primarias
Inicialmente la Ley de Primarias establecía que las listas que compitieran en las elecciones de alcaldes (y por ende en sus respectivas primarias si se acordaba realizarlas) y concejales debían ser las mismas, lo que impedía que algunas coaliciones presentaran más de una lista para concejales. Ante esta situación, el 24 de marzo la Cámara de Diputados aprobó una modificación que permitía presentar una sola lista para alcaldes, pero varias listas para concejales.
También se rebajó el tiempo para inscribir las candidaturas a las primarias de 60 a 40 días, lo cual generó críticas por parte del Servicio Electoral, que señaló que sería imposible realizar todos los trámites administrativos en menos tiempo. Ante ello, la Nueva Mayoría ha planteado la posibilidad de posponer las elecciones primarias hasta el 26 de junio. Acorde a esto último, el 5 de abril el gobierno envió al Congreso un proyecto para cambiar la fecha de las primarias al domingo 19 de junio. Dicho proyecto fue aprobado y despachado para su promulgación el 7 de abril.
Finalmente, sólo Chile Vamos inscribió candidaturas para realizar primarias en determinadas comunas. En el caso de la Nueva Mayoría, producto de diversos desacuerdos entre los partidos respecto de las comunas donde realizarían primarias y que fueron dilatando el proceso de inscripción, la presidenta del PS, Isabel Allende Bussi, llegó fuera del plazo límite (23:59 del 20 de abril) al Servicio Electoral para registrar las candidaturas —según el Servel, el protocolo exigiría que estén presentes los presidentes de todos los partidos integrantes de la coalición—, por lo que quedaron excluidas del proceso electoral del 19 de junio. Sin embargo, el pacto oficialista presentó en mayo un recurso de queja ante el Tribunal Calificador de Elecciones, el cual fue aceptado el 11 de ese mismo mes, y en el cual se aclaraba que la ley no especifica que deban comparecer personalmente los presidentes de los partidos —tal como señalaba el Servel—, con lo que le permitiría inscribir sus primarias legales ante el Servel.

### Desarrollo de las primarias
Para las elecciones primarias del 19 de junio estaban habilitadas para votar 5 067 812 personas, de las cuales 4 910 988 no militan en ningún partido político, 129 082 son miembros de partidos de la Nueva Mayoría y 27 742 de Chile Vamos. Se realizaron 96 primarias —53 de la Nueva Mayoría y 43 de Chile Vamos— en 93 comunas, debido a que en las comunas de Arica, Concón y San Fernando ambos pactos realizaron sus primarias de forma simultánea.
El día anterior a la realización de las primarias, los vocales de mesa debían reunirse en sus respectivos locales de votación para constituir las mesas receptoras de sufragios. El Servicio Electoral indicó que se constituyó solamente el 34,3% de éstas: 1781 de un total de 5193 mesas.
Los resultados preliminares de las elecciones primarias son los siguientes:
| Partido                    | Partido                            | Votos   | %      | Candidatos | Nominados |
| -------------------------- | ---------------------------------- | ------- | ------ | ---------- | --------- |
| A. Chile Vamos             | A. Chile Vamos                     | 86 438  | 100%   | 99         | 43        |
|                            | Unión Demócrata Independiente      | 37 337  | 43,20% | 27         | 20        |
|                            | Renovación Nacional                | 26 633  | 30,81% | 32         | 15        |
|                            | Independientes                     | 18 908  | 21,87% | 33         | 8         |
|                            | Evolución Política                 | 3127    | 3,62%  | 5          | 0         |
|                            | Partido Regionalista Independiente | 433     | 0,50%  | 2          | 0         |
| B. Nueva Mayoría           | B. Nueva Mayoría                   | 180 893 | 100%   | 149        | 53        |
|                            | Partido Demócrata Cristiano        | 44 403  | 24,55% | 36         | 16        |
|                            | Partido Socialista                 | 40 517  | 22,40% | 33         | 13        |
|                            | Independientes                     | 37 647  | 20,81% | 27         | 10        |
|                            | Partido por la Democracia          | 24 907  | 13,77% | 23         | 6         |
|                            | Partido Radical Socialdemócrata    | 24 152  | 13,35% | 21         | 6         |
|                            | Partido Comunista                  | 8847    | 4,89%  | 7          | 2         |
|                            | Izquierda Ciudadana                | 232     | 0,13%  | 1          | 0         |
|                            | MAS Región                         | 188     | 0,10%  | 1          | 0         |
| Votos válidamente emitidos | Votos válidamente emitidos         | 267 331 | 94,77% |            |           |
| Votos nulos                | Votos nulos                        | 8648    | 3,07%  |            |           |
| Votos en blanco            | Votos en blanco                    | 6105    | 2,16%  |            |           |
| Total de votos emitidos    | Total de votos emitidos            | 282 084 | 100%   |            |           |

### Pactos inscritos
Finalizado el plazo para presentar candidaturas el lunes 25 de julio de 2016, fueron en definitiva 19 las listas inscritas para estas elecciones municipales, siendo la elección con más listas en la historia democrática de Chile. Cabe señalar que 8 de esas listas corresponden a las dos coaliciones más grandes (Nueva Mayoría y Chile Vamos) que para estas elecciones van fraccionadas en cuatro listas cada una: tres para concejales y una para alcaldes. El jueves 28 de julio se realizó el sorteo de las letras que identificarán a cada pacto. Fueron presentadas 1228 candidaturas a alcalde y 13 327 a concejales, las cuales deben ser ratificadas o rechazadas por las direcciones regionales del Servel el 7 de agosto.
| Pacto                           | Pacto                                       | Partido                                                |
| Alcaldes                        | Concejales                                  | Partido                                                |
| ------------------------------- | ------------------------------------------- | ------------------------------------------------------ |
| A. Regionalista de Magallanes   | A. Regionalista de Magallanes               | Partido Regionalista de Magallanes                     |
| E. Nueva Mayoría                | B. Nueva Mayoría para Chile                 | Partido Demócrata Cristiano                            |
| E. Nueva Mayoría                | B. Nueva Mayoría para Chile                 | Partido Socialista                                     |
| E. Nueva Mayoría                | G. Con la Fuerza del Futuro                 | Partido Radical Socialdemócrata                        |
| E. Nueva Mayoría                | G. Con la Fuerza del Futuro                 | MAS Región                                             |
| E. Nueva Mayoría                | G. Con la Fuerza del Futuro                 | Izquierda Ciudadana                                    |
| E. Nueva Mayoría                | S. Nueva Mayoría por Chile                  | Partido por la Democracia                              |
| E. Nueva Mayoría                | S. Nueva Mayoría por Chile                  | Partido Comunista                                      |
| C. Poder Ecologista y Ciudadano | C. Poder Ecologista y Ciudadano             | Partido Ecologista Verde                               |
| C. Poder Ecologista y Ciudadano | C. Poder Ecologista y Ciudadano             | Poder                                                  |
| D. Aysén                        | D. Aysén                                    | Somos Aysén                                            |
| F. Chile Vamos                  | H. Chile Vamos RN e Independientes          | Renovación Nacional                                    |
| F. Chile Vamos                  | J. Chile Vamos PRI-Evópoli e Independientes | Evolución Política                                     |
| F. Chile Vamos                  | J. Chile Vamos PRI-Evópoli e Independientes | Partido Regionalista Independiente                     |
| F. Chile Vamos                  | L. Chile Vamos UDI e Independientes         | Unión Demócrata Independiente                          |
| I. Chile Quiere Amplitud        | I. Chile Quiere Amplitud                    | Amplitud                                               |
| K. Cambiemos la Historia        | K. Cambiemos la Historia                    | Revolución Democrática                                 |
| M. Pueblo Unido                 | M. Pueblo Unido                             | Partido Igualdad                                       |
| M. Pueblo Unido                 | M. Pueblo Unido                             | Frente Popular                                         |
| N. Norte Verde                  | N. Norte Verde                              | Fuerza Regional Norte Verde                            |
| O. Yo Marco por el Cambio       | O. Yo Marco por el Cambio                   | Partido Progresista                                    |
| O. Yo Marco por el Cambio       | O. Yo Marco por el Cambio                   | Democracia Regional Patagónica                         |
| O. Yo Marco por el Cambio       | O. Yo Marco por el Cambio                   | Frente Regional y Popular                              |
| O. Yo Marco por el Cambio       | O. Yo Marco por el Cambio                   | Wallmapuwen                                            |
| P. Alternativa Democrática      | P. Alternativa Democrática                  | Partido Liberal                                        |
| P. Alternativa Democrática      | P. Alternativa Democrática                  | Partido Humanista                                      |
| P. Alternativa Democrática      | P. Alternativa Democrática                  | Movimiento Independiente Regionalista Agrario y Social |
| Q. Unidos Resulta en Democracia | Q. Unidos Resulta en Democracia             | Unidos Resulta en Democracia                           |
| R. Justicia y Transparencia     | R. Justicia y Transparencia                 | Unión Patriótica                                       |

## Listado de candidaturas
En la siguiente tabla figuran los candidatos a las alcaldías de los municipios de las comunas más importantes en términos de habitantes. Para ver el detalle por cada comuna, véase los artículos de las elecciones por región que están incluidos en la sección "Elecciones por región".
En negrita los alcaldes electos.
| Municipio y alcalde titular | Municipio y alcalde titular                                        | Candidatos |
| --------------------------- | ------------------------------------------------------------------ | --- |
|                             | Santiago Carolina Tohá Partido por la Democracia (PPD)             | Carolina Tohá (PPD) Felipe Alessandri (RN) Patricia Morales (PRO) Wilfredo Alfsen (PH) Fabián Vásquez (UPA) |
|                             | Valparaíso Jorge Castro Unión Demócrata Independiente (UDI)        | Jorge Castro (UDI) Leopoldo Méndez (Ind.-PPD) Carlos Lemus (UPA) Jorge Sharp (Ind.) |
|                             | Concepción Álvaro Ortiz Partido Demócrata Cristiano (PDC)          | Álvaro Ortiz (PDC) Cristián van Rysselberghe (UDI) Alejandra Smith (Ind.) Juan Polizzi (Ind.) Yolanda Martínez (AMPL) |
|                             | Puente Alto Germán Codina Renovación Nacional (RN)                 | Germán Codina (RN) María Soledad Barría (PS) Víctor Ortiz (PRO) |
|                             | Maipú Christian Vittori Independiente                              | Christian Vittori (Ind.) Freddy Campusano (PDC) Cathy Barriga (UDI) Valdemar Sanhueza (UPA) Claudia Mix (Ind.) Sandra Uribe (Ind.) |
|                             | Antofagasta Karen Rojo Independiente                               | Karen Rojo (Ind.) Andrea Merino (PS) Manuel Rojas Molina (UDI) Ricardo Díaz (RD) Jaime Araya (Ind.) Daniel Adaro (Ind.) Jorge Pérez (IGUAL) Jennifer Mundaca (Ind.)                                                                    |
|                             | Viña del Mar Virginia Reginato Unión Demócrata Independiente (UDI) | Virginia Reginato (UDI) René Lues (PDC) Luis Aravena (UPA) Javier Gómez (Ind.) |
|                             | La Florida Rodolfo Carter Independiente                            | Rodolfo Carter (ILF) David Peralta (PCCh) María Olga Morales (UPA) Rodolfo Zurita (PEV) Alexis Schumacher (IGUAL) |
|                             | La Serena Roberto Jacob Partido Radical Socialdemócrata (PRSD)     | Roberto Jacob (PRSD) Yuri Olivares (Ind-PRI) Nicolás Jarufe (AMPL) Alex Garrido (RD) Hanne Utreras (FRNV) Luis Vega (FP) Luciano Esquivel (Ind.)                                                                                       |
|                             | San Bernardo Nora Cuevas Unión Demócrata Independiente (UDI)       | Nora Cuevas (UDI) Christopher White (PS) Marisela Santibáñez (PRO) Víctor Martínez (Ind.) Manuel Ahumada (Ind.) |
|                             | Talca Juan Castro Prieto Independiente                             | Juan Carlos Díaz (RN) María Elena Villagrán (PDC) Fernando Leal (Ind.) Marcelo Rojas (Ind.) |
|                             | Temuco Miguel Becker Renovación Nacional (RN)                      | Miguel Becker (RN) Juan Aceitón (PDC) Felipe Valdebenito (Ind.) |
|                             | Iquique Jorge Soria Quiroga Por la Integración Regional            | Mauricio Soria (Ind. PPD) Luz Ebensperger (UDI) Juan Carlos Liendo (AMPL) Myla Chávez Fajardo (Ind.) Miguel Díaz Cid (Ind.) Miguel Rocha (Ind.)                                                                                        |
|                             | Rancagua Eduardo Soto Romero Independiente                         | Eduardo Soto (ILF) Alex Anich (PCCh) |
|                             | Coquimbo Cristian Galleguillos Partido Demócrata Cristiano (PDC)   | Marcelo Pereira (Ind-PDC) Paola Cortés (UDI) Pedro Antonio Castillo (AMPL) Cristóbal Reyes (PRO) Alfonso Ossandón (FP) Ricardo Ledezma (Ind.)                                                                                          |
|                             | Arica Salvador Urrutia Partido Progresista (PRO)                   | José Durana (UDI) Andrea Murillo (PDC) Marcos Navarro (AMPL) José Lee (PODER) Andrea Pérez (URD) Aníbal Díaz (IGUAL) Rodrigo Cuevas (Ind.) Gerardo Espíndola (PL) Bernardo Olivos (Ind.) Christian Álvarez (Ind.) Gabriel Álamo (Ind.) |

## Resultados

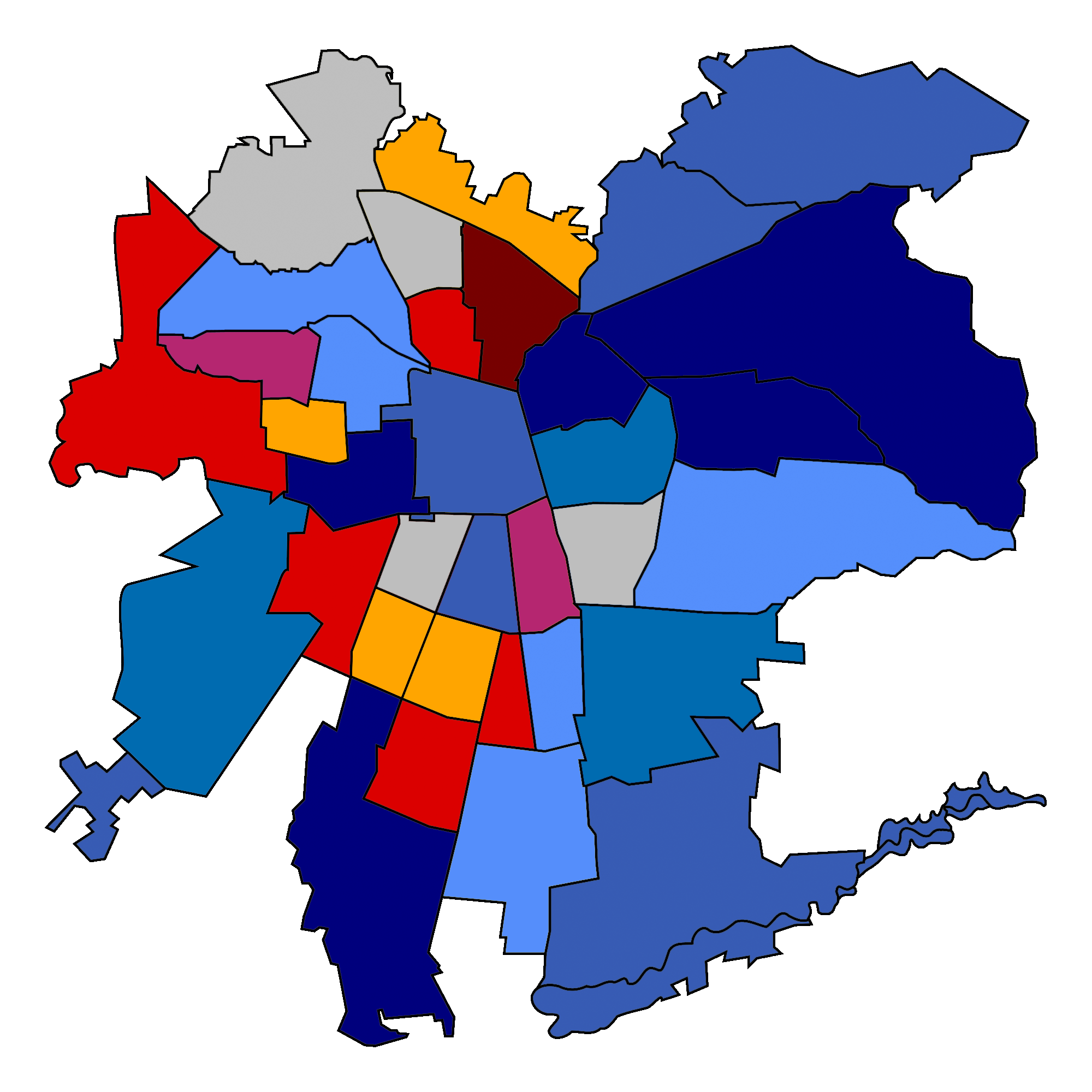
Mapa de Santiago de Chile con la distribución de alcaldes electos en la elección municipal de 2016.
PCCh
PS
PPD
PDC
Independientes pro-Nueva Mayoría
Independientes
Independientes pro-Chile Vamos
RN
UDI

### Resultados nacionales

#### Elección dealcaldes
Los resultados finales de alcaldes por partido político fueron:
| Lista                           | Pacto o partido                         | Sigla                       | Votos     | %?     | Cand.? | Alc.?  | %?     | ± %? | ± A.? |
| ------------------------------- | --------------------------------------- | --------------------------- | --------- | ------ | ------ | ------ | ------ | ---- | ----- |
| A                               | Partido Regionalista de Magallanes      | PRM                         | 448       | 0,01%  | 2      | 0      | 0,00%  |      |       |
| C                               | Poder Ecologista y Ciudadano            |                             | 81 170    | 1,71%  | 34     | 2      | 0,58%  |      |       |
|                                 | Partido Ecologista Verde                | PEV                         | 32 852    | 0,69%  | 13     | 1      | 0,29%  |      |       |
| Poder                           | POD                                     | 3648                        | 0,08%     | 2      | 0      | 0,00%  |        |      |       |
| Independientes Lista C          | ILC                                     | 44 670                      | 0,94%     | 19     | 1      | 0,29%  |        |      |       |
| D                               | Pacto Aysén                             | SAY                         | 108       | 0,00%  | 1      | 0      | 0,00%  |      |       |
| E                               | Nueva Mayoría                           |                             | 1 760 809 | 37,06% | 335    | 141    | 40,87% |      |       |
|                                 | MAS Región                              | MAS                         | 36 300    | 0,76%  | 3      | 2      | 0,58%  |      |       |
| Partido Comunista               | PCCh                                    | 77 341                      | 1,63%     | 7      | 3      | 0,87%  |        |      |       |
| Partido Demócrata Cristiano     | PDC                                     | 561 090                     | 11,81%    | 102    | 43     | 12,46% |        |      |       |
| Partido por la Democracia       | PPD                                     | 270 826                     | 5,70%     | 59     | 26     | 7,54%  |        |      |       |
| Partido Radical Socialdemócrata | PRSD                                    | 147 450                     | 3,10%     | 27     | 9      | 2,61%  |        |      |       |
| Partido Socialista              | PS                                      | 379 168                     | 7,98%     | 66     | 25     | 7,25%  |        |      |       |
| Independientes Lista E          | ILE                                     | 288 634                     | 6,07%     | 71     | 33     | 9,57%  |        |      |       |
| F                               | Chile Vamos                             |                             | 1 827 732 | 38,47% | 327    | 146    | 42,32% |      |       |
|                                 | Partido Regionalista Independiente      | PRI                         | 10 419    | 0,22%  | 4      | 1      | 0,29%  |      |       |
| Renovación Nacional             | RN                                      | 601 048                     | 12,65%    | 110    | 47     | 13,62% |        |      |       |
| Unión Demócrata Independiente   | UDI                                     | 702 926                     | 14,79%    | 110    | 53     | 15,36% |        |      |       |
| Independientes Lista F          | ILF                                     | 513 339                     | 10,80%    | 103    | 45     | 13,04% |        |      |       |
| I                               | Chile Quiere Amplitud                   |                             | 38 196    | 0,80%  | 40     | 2      | 0,58%  |      |       |
|                                 | Amplitud                                | AMPL                        | 34 741    | 0,73%  | 35     | 2      | 0,58%  |      |       |
| Independientes Lista I          | ILI                                     | 3455                        | 0,07%     | 5      | 0      | 0,00%  |        |      |       |
| K                               | Cambiemos la Historia                   |                             | 19 390    | 0,41%  | 5      | 0      | 0,00%  |      |       |
|                                 | Revolución Democrática                  | RD                          | 11 915    | 0,25%  | 4      | 0      | 0,00%  |      |       |
| Independientes Lista K          | ILK                                     | 7475                        | 0,16%     | 1      | 0      | 0,00%  |        |      |       |
| M                               | Pueblo Unido                            |                             | 46 797    | 0,98%  | 43     | 0      | 0,00%  |      |       |
|                                 | Partido Frente Popular                  | FP                          | 1901      | 0,04%  | 3      | 0      | 0,00%  |      |       |
| Partido Igualdad                | PI                                      | 18 102                      | 0,38%     | 23     | 0      | 0,00%  |        |      |       |
| Independientes Lista M          | ILM                                     | 26 794                      | 0,56%     | 17     | 0      | 0,00%  |        |      |       |
| N                               | Norte Verde                             | FRNV                        | 4313      | 0,09%  | 2      | 0      | 0,00%  |      |       |
| O                               | Yo Marco por el Cambio                  |                             | 92 498    | 1,95%  | 66     | 2      | 0,58%  |      |       |
|                                 | Democracia Regional Patagónica          | DRP                         | 1321      | 0,03%  | 3      | 0      | 0,00%  |      |       |
| Frente Regional y Popular       | FREP                                    | 684                         | 0,01%     | 1      | 0      | 0,00%  |        |      |       |
| Partido Progresista             | PRO                                     | 47 889                      | 1,01%     | 32     | 1      | 0,29%  |        |      |       |
| Wallmapuwen                     | W                                       | 363                         | 0,01%     | 1      | 0      | 0,00%  |        |      |       |
| Independientes Lista O          | ILO                                     | 42 241                      | 0,89%     | 29     | 1      | 0,29%  |        |      |       |
| P                               | Alternativa Democrática                 |                             | 39 501    | 0,83%  | 26     | 1      | 0,29%  |      |       |
|                                 | Mov. Ind. Regionalista Agrario y Social | MIRAS                       | 9076      | 0,19%  | 5      | 0      | 0,00%  |      |       |
| Partido Humanista               | PH                                      | 12 840                      | 0,27%     | 13     | 0      | 0,00%  |        |      |       |
| Partido Liberal                 | PL                                      | 11 602                      | 0,24%     | 2      | 1      | 0,29%  |        |      |       |
| Independientes Lista P          | ILP                                     | 5983                        | 0,13%     | 6      | 0      | 0,00%  |        |      |       |
| Q                               | Unidos Resulta en Democracia            | URD                         | 998       | 0,02%  | 1      | 0      | 0,00%  |      |       |
| R                               | Justicia y Transparencia                |                             | 14 867    | 0,31%  | 13     | 0      | 0,00%  |      |       |
|                                 | Unión Patriótica                        | UPA                         | 7994      | 0,17%  | 9      | 0      | 0,00%  |      |       |
| Independientes Lista R          | ILR                                     | 6873                        | 0,14%     | 4      | 0      | 0,00%  |        |      |       |
| Z                               | Independientes fuera de pacto           | Ind                         | 824 680   | 17,36% | 316    | 52     | 15,07% |      |       |
| Total de votos válidos          | Total de votos válidos                  | Total de votos válidos      | 4 751 507 | 96,43% |        |        |        |      |       |
| Votos nulos                     | Votos nulos                             | Votos nulos                 | 110 772   | 2,25%  |        |        |        |      |       |
| Votos en blanco                 | Votos en blanco                         | Votos en blanco             | 64 978    | 1,32%  |        |        |        |      |       |
| Total de sufragios emitidos     | Total de sufragios emitidos             | Total de sufragios emitidos | 4 927 257 | 100%   |        |        |        |      |       |

#### Elección deconcejales
- Resultados provisorios.[36]

| Lista                                      | Pacto o partido                          | Sigla                       | Votos     | %     | Cand.? | Conc.? | %? | ± %? | ± C.? |
| ------------------------------------------ | ---------------------------------------- | --------------------------- | --------- | ----- | ------ | ------ | -- | ---- | ----- |
| A                                          | Partido Regionalista de Magallanes       | PRM                         | 1769      | 0,04  | 8      | 0      |    |      |       |
| B                                          | Nueva Mayoría para Chile                 |                             | 1 065 767 | 23,46 | 2103   | 702    |    |      |       |
|                                            | PDC e independientes                     | PDC                         | 579 398   | 12,75 | 1070   | 404    |    |      |       |
| PS e independientes                        | PS                                       | 486 369                     | 10,71     | 1033  | 298    |        |    |      |       |
| C                                          | Poder Ecologista y Ciudadano             |                             | 86 407    | 1,90  | 271    | 14     |    |      |       |
| D                                          | Pacto Aysén                              | SAY                         | 1121      | 0,02  | 25     | 0      |    |      |       |
| G                                          | Con la Fuerza del Futuro                 |                             | 422 798   | 9,31  | 1588   | 197    |    |      |       |
|                                            | IC, MAS Región e independientes          | MAS-IC                      | 86 466    | 1,90  | 358    | 29     |    |      |       |
| PRSD e independientes                      | PRSD                                     | 336 295                     | 7,40      | 1229  | 168    |        |    |      |       |
| H                                          | Chile Vamos RN e Independientes          | RN                          | 801 128   | 17,64 | 1952   | 444    |    |      |       |
| I                                          | Chile Quiere Amplitud                    | AMPL                        | 51 365    | 1,13  | 293    | 19     |    |      |       |
| J                                          | Chile Vamos PRI-Evópoli e Independientes |                             | 261 275   | 5,75  | 1038   | 82     |    |      |       |
|                                            | Evópoli e independientes                 | EVOPOLI                     | 150 764   | 3,32  | 574    | 37     |    |      |       |
| PRI e independientes                       | PRI                                      | 109 499                     | 2,41      | 459   | 44     |        |    |      |       |
| K                                          | Cambiemos la Historia                    |                             | 62 413    | 1,37  | 99     | 9      |    |      |       |
| L                                          | Chile Vamos UDI e Independientes         | UDI                         | 732 455   | 16,12 | 1832   | 391    |    |      |       |
| M                                          | Pueblo Unido                             |                             | 58 292    | 1,28  | 268    | 3      |    |      |       |
|                                            | Igualdad para Chile                      | PI                          | 35 585    | 0,78  | 164    | 2      |    |      |       |
| Independientes unidos                      | ILM                                      | 3752                        | 0,08      | 7     | 1      |        |    |      |       |
| N                                          | Norte Verde                              | FRNV                        | 6683      | 0,15  | 54     | 1      |    |      |       |
| O                                          | Yo Marco por el Cambio                   |                             | 179 394   | 3,95  | 1093   | 38     |    |      |       |
|                                            | Democracia Regional e independientes     | DRP                         | 9731      | 0,21  | 69     | 4      |    |      |       |
| Frente Regional y Popular e independientes | FREP                                     | 6949                        | 0,15      | 36    | 6      |        |    |      |       |
| Partido Progresista e independientes       | PRO                                      | 157 487                     | 3,47      | 946   | 27     |        |    |      |       |
| Wallmapuwen e independientes               | W                                        | 3867                        | 0,09      | 30    | 1      |        |    |      |       |
| P                                          | Alternativa Democrática                  |                             | 108 538   | 2,39  | 401    | 29     |    |      |       |
|                                            | Humanistas e independientes              | PH                          | 84 717    | 1,86  | 307    | 18     |    |      |       |
| Liberales e independientes                 | PL                                       | 5272                        | 0,12      | 11    | 1      |        |    |      |       |
| MIRAS e independientes                     | MIRAS                                    | 18 549                      | 0,41      | 83    | 10     |        |    |      |       |
| Q                                          | Unidos Resulta en Democracia             | URD                         | 747       | 0,02  | 4      | 0      |    |      |       |
| R                                          | Justicia y Transparencia                 |                             | 14 433    | 0,32  | 89     | 0      |    |      |       |
| S                                          | Nueva Mayoría por Chile                  |                             | 650 324   | 14,32 | 1921   | 308    |    |      |       |
|                                            | Partido Comunista e independientes       | PCCh                        | 248 312   | 5,47  | 763    | 80     |    |      |       |
| Partido por la Democracia e independientes | PPD                                      | 402 012                     | 8,85      | 1158  | 228    |        |    |      |       |
| Z                                          | Independientes fuera de pacto            | Ind                         | 37 767    | 0,83  | 91     | 0      |    |      |       |
| Total de votos válidos                     | Total de votos válidos                   | Total de votos válidos      | 4 542 676 | 92,56 |        |        |    |      |       |
| Votos nulos                                | Votos nulos                              | Votos nulos                 | 199 740   | 4,07  |        |        |    |      |       |
| Votos en blanco                            | Votos en blanco                          | Votos en blanco             | 165 225   | 3,37  |        |        |    |      |       |
| Total de sufragios emitidos                | Total de sufragios emitidos              | Total de sufragios emitidos | 4 907 641 | 100   |        |        |    |      |       |

### Resultados por comunas importantes
Se refiere a los resultados en las 25 comunas con más habitantes del país. 
| Municipio    | Población 2017 | Alcalde saliente      | Partido | Partido                       | Alcalde electo    | Partido | Partido                       |
| ------------ | -------------- | --------------------- | ------- | ----------------------------- | ----------------- | ------- | ----------------------------- |
| Puente Alto  | 568 106        | Germán Codina         |         | Renovación Nacional           | Germán Codina     |         | Renovación Nacional           |
| Maipú        | 521 627        | Christian Vittori     |         | Independiente                 | Cathy Barriga     |         | Independiente                 |
| Santiago     | 404 495        | Carolina Tohá         |         | Partido por la Democracia     | Felipe Alessandri |         | Renovación Nacional           |
| La Florida   | 366 916        | Rodolfo Carter        |         | Independiente                 | Rodolfo Carter    |         | Independiente                 |
| Antofagasta  | 361 873        | Karen Rojo            |         | Independiente                 | Karen Rojo        |         | Independiente                 |
| Viña del Mar | 334 248        | Virginia Reginato     |         | Unión Demócrata Independiente | Virginia Reginato |         | Unión Demócrata Independiente |
| San Bernardo | 301 313        | Nora Cuevas           |         | Unión Demócrata Independiente | Nora Cuevas       |         | Unión Demócrata Independiente |
| Valparaíso   | 296 655        | Jorge Castro          |         | Unión Demócrata Independiente | Jorge Sharp       |         | Independiente                 |
| Las Condes   | 294 838        | Francisco de la Maza  |         | Unión Demócrata Independiente | Joaquín Lavín     |         | Unión Demócrata Independiente |
| Temuco       | 282 415        | Miguel Becker         |         | Renovación Nacional           | Miguel Becker     |         | Renovación Nacional           |
| Puerto Montt | 245 902        | Gervoy Paredes        |         | Partido Socialista de Chile   | Gervoy Paredes    |         | Partido Socialista de Chile   |
| Rancagua     | 241 774        | Eduardo Soto          |         | Unión Demócrata Independiente | Eduardo Soto      |         | Unión Demócrata Independiente |
| Peñalolén    | 241 599        | Carolina Leitao       |         | Partido Demócrata Cristiano   | Carolina Leitao   |         | Partido Demócrata Cristiano   |
| Pudahuel     | 230 293        | Johnny Carrasco       |         | Partido Socialista de Chile   | Johnny Carrasco   |         | Partido Socialista de Chile   |
| Coquimbo     | 227 730        | Cristian Galleguillos |         | Partido Demócrata Cristiano   | Marcelo Pereira   |         | Partido Demócrata Cristiano   |
| Concepción   | 223 574        | Álvaro Ortiz          |         | Partido Demócrata Cristiano   | Álvaro Ortiz      |         | Partido Demócrata Cristiano   |
| Arica        | 221 364        | Salvador Urrutia      |         | Partido Progresista           | Gerardo Espíndola |         | Partido Liberal de Chile      |
| La Serena    | 221 054        | Roberto Jacob         |         | Partido Radical de Chile      | Roberto Jacob     |         | Partido Radical de Chile      |
| Talca        | 220 357        | Juan Castro           |         | Independiente                 | Juan Carlos Díaz  |         | Renovación Nacional           |
| Quilicura    | 210 410        | Juan Carrasco         |         | Independiente                 | Juan Carrasco     |         | Independiente                 |
| Ñuñoa        | 208 237        | Andrés Zarhi          |         | Renovación Nacional           | Andrés Zarhi      |         | Independiente                 |
| Los Ángeles  | 202 331        | Esteban Krause        |         | Partido Radical de Chile      | Esteban Krause    |         | Partido Radical de Chile      |
| Iquique      | 191 468        | Jorge Soria           |         | Partido por la Democracia     | Mauricio Soria    |         | Partido por la Democracia     |
| Chillán      | 184 739        | Sergio Zarzar         |         | Renovación Nacional           | Sergio Zarzar     |         | Renovación Nacional           |
| La Pintana   | 177 335        | Jaime Pavez           |         | Partido por la Democracia     | Claudia Pizarro   |         | Partido Demócrata Cristiano   |

### Resultados por región y comuna
| - Región de Arica y Parinacota - Región de Tarapacá - Región de Antofagasta: - Antofagasta - Región de Atacama: - Copiapó - Región de Coquimbo: - La Serena - Coquimbo | - Región de Valparaíso - Región Metropolitana de Santiago: - Santiago - Región de O'Higgins: - Rancagua - Región del Maule - Región del Biobío: - Concepción | - Región de la Araucanía - Región de Los Ríos - Región de Los Lagos - Región de Aysén - Región de Magallanes |